# Lithophane pitzalisi
Lithophane pitzalisi là một loài bướm đêm trong họ Noctuidae.